# Macrodasys cephalatus
Macrodasys cephalatus är en djurart som tillhör fylumet bukhårsdjur, och som beskrevs av Adolf Remane 1927. Macrodasys cephalatus ingår i släktet Macrodasys och familjen Macrodasyidae. Inga underarter finns listade i Catalogue of Life.